# 1959 en sociologie
| Années de la sociologie : 1956 - 1957 - 1958 - 1959 - 1960 - 1961 - 1962    |
| Décennies de la sociologie : 1920 - 1930 - 1940 - 1950 - 1960 - 1970 - 1980 |

Cet article présente les événements de l'année 1959 dans le domaine de la sociologie. 

## Publications

### Livres
- Raymond Aron, La Société industrielle et la Guerre
- Raymond Aron, Tableau de la diplomatie mondiale en 1958
- Raymond Aron, Immuable et changeante
- Oliver Cox, Foundations of Capitalism
- Ralf Dahrendorf, Class and Class Conflict in an Industrial Society
- Ernest Gellner, Words and Things
- Erving Goffman, Presentation of Self in Everyday Life
- Morris Janowitz, Sociology and the Military Establishment
- Oscar Lewis, Five Families; Mexican Case Studies In The Culture Of Poverty
- Charles Wright Mills, The Sociological Imagination
- Geoffrey Duncan Mitchell, Sociology : the study of social systems
- Karl Popper, The Logic of Scientific Discovery
- Barbara Wootton, Social Science and Social Pathology

## Congrès
- 1959 — IVe congrès de l'Association internationale de sociologie — Milan, Italie.

## Décès
- 27 avril : William F. Ogburn
- 20 mai : Alfred Schütz

## Autres
- Kingsley Davis devient président de l'Association américaine de sociologie.
- Barbara Wootton devient président de l'Association américaine de sociologie.